# Колбијеви (1. сезона)
Прва сезона серије Колбијеви премијерно је емитована у Сједињеним Америчким Државама на каналу АБЦ од 20. новембра 1985. године до 22. маја 1986. године. Радња серије коју су створили Ричард и Естер Шапиро и Роберт и Ајлин Полок, а продуцирао Арон Спелинг, врти се око породице Колби, богате породице из Лос Анђелеса у Калифорнији.
Главне улоге у првој сезони тумаче: Чарлтон Хестон као нафтни тајкун и милионер Џејсон Колби, Џон Џејмс као женскарош Џеф Колби, Кетрин Рос као Џефова мајка Франческа, Ема Самс као Блејкова тврдоглава ћерка Фалон, Максвел Колфилд као Џејсонов син Мајлс, Стефани Бичам као Џејсонова супруга Сабел, Трејси Скоџинс као Џејсонова старија ћерка Моника, Џозеф Кампанела као Констанцина дечко Хенри Кориган, Клер Јарлет као Џејсонова млађа ћерка Блис, Рикардо Монталбан као тајкун Зек Пауерс, Кен Хауард као заступник породице Колби Гарет Бојдстон и Барбара Стенвик као Џефова тетка Констанц.
Огранак серија Колбијеви почела је у новембру 1985. године, а Џон Џејмс, Ема Самс, Чарлтон Хестон и Барбара Стенвик су наставили да тумаче своје ликове Џефа Колбија, Фалон Карингтон, Џејсона и Констанц Колби тамо.

## Развој
Серија Колбијеви је почела у новембру 1985. године, а у њој су између осталих у главним улогама били и Џон Џејмс, Ема Самс, Чарлтон Хестон и Барбара Стенвик као Џеф Колби, Фалон Карингтон и Џејсон и Констанц Колби, ликови које су тумачили у Династији.

## Радња
Прича у првој сезони врти се око градилишта цевовода, освете Зека Пауерса над породицом Колби, Џејсоновог односа са снајом Франческом, његовог каснијег раскида са Сабел и коначно откриће да је Џејсон, а не његов брат Филип, Џефов отац. У почетку је било неколико унакрсних епизода пошто су се појављивали ликови из серије "Династија", углавном Блејк Карингтон, његови синови Адам и Стивен и полусестра Доминик Деверо. На крају 1. сезоне, Фалон је открила да би Мајлс могао бити отац детета које носи, Моникин ваздухоплов се срушио, а Сабел је пријавила Џејсона полицији због напада и наношења телесних повреда тврдећи да јој је нанео повреде које је стварно задобила кад је пала низ степенице.

## Улоге
- Чарлтон Хестон као Џејсон Колби
- Џон Џејмс као Џеф Колби
- Кетрин Рос као Франческа Колби
- Ема Самс као Фалон Карингтон
- Максвел Колфилд као Мајлс Колби
- Стефани Бичам као Сабела Колби
- Трејси Скоџинс као Моника Колби
- Џозеф Кампанела као Хенри Кориган (епизоде 1, 4, 6-8, 11-13)
- Клер Јарлет као Блис Колби (епизоде 1, 3-7, 10-15, 17-24)
- Рикардо Монталбан као Зек Пауерс (епизоде 1-12, 14-24)
- Кен Хауард као Гарет Бојдстон (епизоде 1, 4, 7-15, 17-23)
- Барбара Стенвик као Констанц Колби

## Епизоде
| Бр. еп. (укупно) | Бр. еп. (у сезони) | Наслов                 | Редитељ           | Сценариста                                                               | Премијера          | Гледаност у САД-у (милиони) |
| --- | ------------------ | ---------------------- | ----------------- | ------------------------------------------------------------------------ | ------------------ | --------------------------- |
| 1 | 1                  | "Прослава"             | Џером Куртленд    | Вилијам Бест и Пол Хјусон                                                | 20. новембар 1985. | 22.30                       |
| Колбијеви су се вратили у Бел Ер из Денвера у Колораду где је Џејсонов први пословни корак био изјава за штампу како би смело најавио сарадњу предузећа "Колби" и друштва "Денвер−Карингтон". У међувремену, Џејсон је открио једну тајну Констанц: да умире. Мајлс је упозоан своју нову младу "Рендал" са свима.Прва појава Џејсона Колбија, Џефа Колбија, Франческе Колби, Фалон Карингтон, Мајлса Колбија, Сабеле Колби, Монике Колби, Хенрија Коригана, Блис Колби, Зека Пауерса, Гарета Бојдстона и Констанц Колби. |                    |                        |                   |                                                                          |                    |                             |
| 2 | 2                  | "Завера ћутања"        | Кертис Харингтон  | Синопсис: Денис Тарнер Сценарио: Вилијам Бест и Пол Хјусон               | 27. новембар 1985. | 19.30                       |
| Џеф се потресао јер га Фалон не препознаје. Касније је Блејк Карингтон долетео у Калифорнију да посети Фалон, али су сви постали забринути кад Фалон ни њега није препознала. |                    |                        |                   |                                                                          |                    |                             |
| 3 | 3                  | "Тренутак истине"      | Ненси Малон       | Вилијам Бест и Пол Хјусон                                                | 28. новембар 1985. | 13.00                       |
| Дан захвалности је, а Сабел је објавила породици нешто потресно. Касније је "Рендал" почела да се осећа угодније у породици, а Франческа и Џејсон су постали блискији. |                    |                        |                   |                                                                          |                    |                             |
| 4 | 4                  | "Породична сликовница" | Дон Медфорд       | Синопсис: Рик Еделштајн Сценарио: Вилијам Бест и Пол Хјусон              | 5. децембар 1985.  | 14.80                       |
| У нади да ће помоћи Фалон да јој се памћење врати, Џеф јој је довео сина што је узнемирило Мајлса. |                    |                        |                   |                                                                          |                    |                             |
| 5 | 5                  | "Сенка из прошлости"   | Хари Фолк         | Синопсис: Денис Тарнер Сценарио: Вилијам Бест и Пол Хјусон               | 12. децембар 1985. | 15.00                       |
| Мајлс је рекао Џефу да престане да трага за Фалон. Сабел је почела да шири гласине о Констанц. Адам је допутовао у Лос Анђелес Џејсону иза леђа. |                    |                        |                   |                                                                          |                    |                             |
| 6 | 6                  | "Подељена кућа"        | Дон Медфорд       | Синопсис: Френк Фурино Сценарио: Вилијам Бест и Пол Хјусон               | 19. децембар 1985. | 14.80                       |
| Док Фалон почиње памћење да се враћа, Џејсон увиђа другу Сабелину страну јер покушава да га завади са сестром. Шон је одлучио да не наставља са договором који је склопио са ујаком. |                    |                        |                   |                                                                          |                    |                             |
| 7 | 7                  | "На окупу"             | Џером Куртленд    | Синопсис: Френк Фурино Сценарио: Вилијам Бест и Пол Хјусон               | 26. децембар 1985. | 15.90                       |
| Џејсон је напао Сабел кад је открио да је поднела тужбу против Констанц. Џеф је одлучан да освоји назад Фалон. Шон се уортачио са Блис. Моникино и Нилово привлачење утиче на њихову борбу за моћ. |                    |                        |                   |                                                                          |                    |                             |
| 8 | 8                  | "Пали идол"            | Хари Фолк         | Синопсис: Оливер Кларк Сценарио: Вилијам Бест и Пол Хјусон               | 2. јануар 1986.    | 14.60                       |
| Џејсон је открио један податак Франчески, али је ухваћен неспреман кад се хитан случај десио у предузећу "Колби". У међувремену, Констанц се спрема за рочиште. |                    |                        |                   |                                                                          |                    |                             |
| 9 | 9                  | "Писмо"                | Дон Медфорд       | Синопсис: Дорис Силвертон Сценарио: Вилијам Бест и Пол Хјусон            | 9. јануар 1986.    | 13.60                       |
| Џејсон је напрасно отпутовао у Лондон. У међувремену, Франческа је добила један предлог, а Сабел је продала своје бисере како би купила једну слику. |                    |                        |                   |                                                                          |                    |                             |
| 10 | 10                 | "Преокрет"             | Гвен Арнер        | Синопсис: Чарлс Прат мл. Сценарио: Вилијам Бест и Пол Хјусон             | 16. јануар 1986.   | 13.90                       |
| После несреће, Џејсон је отишао са хитном помоћи у болницу. У међувремену, Џеф и Мајлс сарађују како би Зекову улогу у проливању нафте, а Моника и Нил су се помирили. |                    |                        |                   |                                                                          |                    |                             |
| 11 | 11                 | "Дете четвртка"        | Ким Фридмен       | Синопсис: Рик Еделштајн Сценарио: Вилијам Бест и Пол Хјусон              | 30. јануар 1986.   | 16.80                       |
| Џеф је отпутовао у Атину где је открио да је капетан Ливадас убијен. Онда је отпутовао у Рим где је поставио мајци једно врло тешко питање. Бли је открила шта је Шон урадио. Мајлс је искористио Фалон. Зек је од Сабел захтевао истину. |                    |                        |                   |                                                                          |                    |                             |
| 12 | 12                 | "Пакт"                 | Хари Фолк         | Синопсис: Денис Тарнер Сценарио: Вилијам Бест и Пол Хјусон               | 6. фебруар 1986.   | 15.00                       |
| Џејсон је напао Франческу и захтевао да му каже истину о томе ко је Џефов отац. Доминик је открила Моники Нилову тајну. Џеф и Фалон покушавају да помогну свом сину. |                    |                        |                   |                                                                          |                    |                             |
| 13 | 13                 | "Фалонин избор"        | Curtis Harrington | Синопсис: Е. Дорис Силвертон Сценарио: Вилијам Бест и Пол Хјусон         | 13. фебруар 1986.  | 15.50                       |
| М.Б. се бори за живот у болници. Мајлс је одлучио да не изгуби оно што је по праву његово. Констанц је напала Сабел. Кад је једно тело пронађено у луци, Мајлс је приведен на разговор.Последња појава Хенрија Коригана. |                    |                        |                   |                                                                          |                    |                             |
| 14 | 14                 | "Суђење"               | Роберт Ширер      | Синопсис: Доналд Пол Рос Сценарио: Вилијам Бест и Пол Хјусон             | 20. фебруар 1986.  | 16.20                       |
| Мајлс ради са својим заступником на проналажењу сведока који ће сведочити против Џефа. Сабел је понизила Франческу на пријему у британском отправништву послова. Моника је открила да ју је Нил издао. Блис је посетила Шона. |                    |                        |                   |                                                                          |                    |                             |
| 15 | 15                 | "Тежина доказа"        | Габријел Бомонт   | Синопсис: Денис Тарнер Сценарио: Вилијам Бест и Пол Хјусон               | 27. фебруар 1986.  | 17.60                       |
| Исказ који је дао један од главних сведока је створио џумбус у судници. Франческу је одбранио Џејсон. Мајлс није био срећан кад је прочитао наслове у новинама. |                    |                        |                   |                                                                          |                    |                             |
| 16 | 16                 | "Кућа мог оца"         | Кертис Харингтон  | Синопсис: Френк В. Фурино Сценарио: Вилијам Бест и Пол Хјусон            | 6. март 1986.      | 17.20                       |
| Напори за спашавање су почели за Џефа који је завршио на дну литице после туче са Мајлсом у кући на плажи. Џејсон је открио колико ће да га дође развод од Сабел. Зек помаже Сабел у наставку њене освете Франчески. |                    |                        |                   |                                                                          |                    |                             |
| 17 | 17                 | "Изгнаник"             | Роберт Ширер      | Синопсис: Доналд Пол Рос Сценарио: Вилијам Бест и Пол Хјусон             | 13. март 1986.     | 15.70                       |
| Сви траже М.Б.-а после његовог нестанка. Мајлс је открио да Џеф и Фалон хоће да се венчају у кући. СЏејсон је бесан на Сабел. Констанц је одлучила да помогне Џејсону око Сабел. |                    |                        |                   |                                                                          |                    |                             |
| 18 | 18                 | "Свадба"               | Хари Фолк         | Синопсис: Френк В. Фурино Сценарио: Вилијам Бест и Пол Хјусон            | 20. март 1986.     | 19.00                       |
| Сабел није срећна што мора да размишља о Фалониној и Џефовој свадби. Зек се неочекивано појавио на свадби. Мајлс је оптужен за убиство Махонија. |                    |                        |                   |                                                                          |                    |                             |
| 19 | 19                 | "Медени месец"         | Гвен Арнер        | Синопсис: Мајкл Шеф и Мериен Касикао Сценарио: Вилијам Бест и Пол Хјусон | 27. март 1986.     | 14.90                       |
| Фалон и Џеф су отишли на медени месец. Мајлс се суочио са законским тешкоћама. Констанц је погурала Франческу да се усели у кућу код базена. Блис је смислила нешто са Шоном што би могло да засмета породици. |                    |                        |                   |                                                                          |                    |                             |
| 20 | 20                 | "Двострука опасност"   | Хари Фолк         | Синопсис: Дорис Силвертон Сценарио: Вилијам Бест и Пол Хјусон            | 10. април 1986.    | 14.90                       |
| Фалон и Џеф су били присиљени да се врате раније са меденог месеца јер се породица сјединила како би помогла Мајлсу. Сабел мисли да се њен однос са Џејсоном враћа на старо. Помоћник ОТ-а Џон Морети је наставио са својом осветом против Џејсона кад је оптужио Џефа за убиство капетана Ливадаса. |                    |                        |                   |                                                                          |                    |                             |
| 21 | 21                 | "Породична ствар"      | Џером Куртленд    | Синопсис: Доналд Пол Рос Сценарио: Вилијам Бест и Пол Хјусон             | 17. април 1986.    | 15.40                       |
| Џеф нема покриће које би изнео на суду за дан кад је капетан Ливадас убијен. Сабел је наставила да покушава да се поново зближи са Џејсоном. Зек је нешто предвидео. |                    |                        |                   |                                                                          |                    |                             |
| 22 | 22                 | "Обрачун"              | Хари Фолк         | Синопсис: Денис Тарнер Сценарио: Вилијам Бест и Пол Хјусон               | 1. мај 1986.       | 14.10                       |
| Франческа сумња да би могла да има будућност са Џејсоном због Сабелиних поступака. Џејсон покушава да помогне у скидању љаге са Џефовог имена. Констанц мисли да би Џејсонов развод могао да доведе у опасност предузеће "Колби". Морети је открио да је Мајлс платио јемство. |                    |                        |                   |                                                                          |                    |                             |
| 23 | 23                 | "Валцер за годишњицу"  | Ким Фридмен       | Синопсис: Доналд Пол Рос Сценарио: Вилијам Бест и Пол Хјусон             | 15. мај 1986.      | 14.60                       |
| Сабел је потресло Џејсоново признање на њиховој годишњици. Констанц је открила Фалонину тајну. Џеф ради са Мајлсом како би скинуо љагу са свог имена. Џејсон се сукобио са Зеком на његовој лађи. Нил је рекао Моники да ће тражити развод од супруге. Блис је добила новог обожаваоца. Дошло је до пуцњаве на Зековој лађи. |                    |                        |                   |                                                                          |                    |                             |
| 24 | 24                 | "Шахмат"               | Хари Фолк         | Вилијам Бест и Пол Хјусон                                                | 22. мај 1986.      | 15.90                       |
| Након пуцњаве на Зековој лађи, неко је остао да се бори за живот. Фалон је открила да јој је срећа кратко трајала. Још неко је ухапшен. Сабел се појавила у ваздушној луци са модрицама на лицу одлучна да спречи Џејсона да оде са Франческом. Фалон се брине да постоји изгледа да је Мајлс отац детета које носи.Последња појава Констанц Колби. |                    |                        |                   |                                                                          |                    |                             |